# Rio Weito
O rio  Weito também conhecido como rio Wenz Weyt e rio Tullaya, é um curso de água da Região das Nações, Nacionalidades e Povos do Sul na Etiópia. Nasce nas Montanhas Guge e corre para o sul até desaguar no Lago Chew Bahir nas coordenadas 4° 49′ 58″ N, 36° 58′ 54″ L. Este rio define o limite entre a woreda de Hamer Bena e a woreda de Konso, bem como parte da divisa entre a Região das Nações, Nacionalidades e Povos do Sul e a região de Oromia. O principal afluente deste rio é o Rio Sagan.